# Jules Carpentier

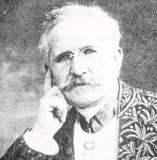
Nacimiento 30 de agosto de 1851, París
Muerte 30 de junio de 1921 (69 años), Joigny
Alma mater Liceo Luis-le-Grand y École polytechnique
Ocupación ingeniero, fotógrafo e inventor
Premios Comandante de la Legión de honor

Jules Carpentier (30 de agosto de 1851- 30 de junio de 1921) Fue un inventor e ingeniero francés. Fabricó uno de los primeros aparatos cinematográficos. Aparte, inventó y fabricó diversos aparatos eléctricos y telegráficos e instrumentos de medida.

## Biografía
En 1871 ingresó en la escuela politécnica de París. Cuando se graduó, compró el taller de Ruhmkorff. Fue un físico conocido por inventar la bombilla de inducción. Se dedicó a la investigación y fabricación de instrumentos de precisión y máquinas eléctricas y ópticas.
En 1891 hizo su primera invención de relevancia, el periscopio, junto con Jean Rey, con el objetivo de que los tripulantes de los submarinos pudieran observar la superficie sin ser vistos. El 22 de marzo de 1895, Carpentier estuvo presente en la manifestación cinematográfica de Louis Lumière, en la Societé de Encouragement. Allí se afianzó la relación entre ambos científicos, los cuales trabajarían en varios proyectos conjuntos a lo largo de sus vidas.
El 30 de marzo de ese mismo año, Carpentier presentó la cámara Cynégraphe, que utilizaba película perforada y un sistema de rampa que producía un movimiento intermitente. Tal y como hizo Max Skladanowsky en Alemania, utilizó dos proyectores vinculados y simultáneos que proyectaban marcos alternos, sin embargo este sistema pronto fue abandonado por ser poco práctico. Carpentier colaboró con Lumière en la invención y fabricación del cinematógrafo, y se considera que fueron realizadas al menos 700 cinematografías, para películas de 400 metros de largo, para el uso de cámaras y proyectores de 75mm. Fue además el primero en presentar una patente del Maltese cross proyector, mecanismo que también fue utilizado por Victor Continsouza, y posteriormente fue muy empleado en casi todas las proyecciones cinematográficas.
Finalmente murió en 1921, a causa de un accidente de tráfico.

## Medidas eléctricas
Jules Carpentier fue uno de los primeros fabricantes de los distintos modelos de Galvanómetro diseñados por Marcel Deprez y Arsène d’Arsonval. Además, junto con otros intelectuales como Eleuthère Mascart, Pellat Broca, André Blondel, Louis Le Chatelier y Callender, desarrolló una serie de instrumentos, parecidos al Galvanómetro, para medir y registrar intensidades, potenciales y tensiones. En 1881, retomó el principio de la brújula de Maxwell y lo utilizó para medir la resistencia. 
El ingeniero e inventor francés también contribuyó a distintas medidas eléctricas, per esta razón, durante casi medio siglo, muchos de los instrumentos de medición eléctrica se conocían con la marca Carpentier.

## Telegrafía
Jules Carpentier se ocupó de dejar listo el sistema de telegrafía del ingeniero francés de Correos y Telecomunicaciones Emile Baudot. Junto con sus colaboradores, completó el sistema con dispositivos reguladores, traductores e impresoras. Miles de instalaciones Baudot salieron de los talleres Carpentier para equipar las redes telegráficas de Francia y otros países extranjeros.
Después de la invención del telégrafo, el ministro de guerra Freycinet encargó al capitán de Ingeniería al servicio del telégrafo militar, Gustave Ferrié, que siguiera con los estudios e investigaciones para construir en Francia un material militar importante. Ferrié buscó la colaboración de Carpentier como fabricante. Juntos innovaron en la construcción de bobinas de inducción e interruptores de mercurio. Pronto, crearon un equipo eléctrico completo que producía ondas de radio.
Carpentier y Ferrié también hicieron medidores de onda y de frecuencia. Crearon ohmímetros y amperímetros térmicos. 

## Fotografía
Jules Carpentier colaboró con Charles Cros en el terreno de la fotografía en color. En 1885, informó a la Academia de Ciencias sobre un proyecto de definición, clasificación y notación de color.
En 1890 construyó la foto-bressona, un aparato fotográfico con una cámara fotográfica hecha a mano. Este instrumento permitía tomar imágenes a la altura del ojo. Era un aparato portátil y pequeño, por esta razón, Carpentier creó nuevos modelos para amplificar el enfoque automático. 
También inventó el Focograde y el Focómetro. Más tarde, pasó del estudio y análisis de los objetivos a su fabricación. Trató la forma de las superficies esféricas de cristal y las monturas de las lentes. La foto-bressona fue un éxito comercial y se fabricaron varios modelos.

## Cinematografía
Entre 1894 y 1895 Louis Lumière diseñó el Cinematógrafo. Carpentier se encargó de su construcción. Se trataba de una ingeniosa y ligera combinación de cámara, proyector y “truca”. Para conseguir el avance intermitente, utilizaba un mecanismo de gancho para frenar a la perfección la película. Esta estaba inmóvil durante dos tercios del total entre un fotograma y el siguiente. Por otro lado, el obturador, uno de los sectores circulares del disco giratorio, dejaba pasar la luz durante 1/25 de segundo. 
Después de la primera proyección pública en el Salon indien du Grand Café de París el 28 de diciembre de 1895, los hermanos Lumière exigieron la construcción de los primeros 200 Cinematógrafos.
Para realizar este aparato, Carpentier depositó, en marzo de 1896, la patente de un “mecanismo con cruz de Malta con cinco ramas”, y más tarde, la de un “aparato para fotografiar escenas animadas” conocido como Phototrope.
En 1897, Carpentier fabricó un Cinematógrafo especial construido en dos modelos: el modelo A, para mover las películas perforadas de los Lumière (con zarpas redondas), y el modelo B, para las películas perforada de Edison (con zarpas planas). En total, unos 700 u 800 Cinematógrafos fueron construidos en los talleres de Carpentier. 
En 1909, los Talleres de Jules Carpentier, junto con los hermanos Lumière, sacaron al mercado una cámara de 35mm conocida como “Cinématolabe”, pero tuvo poco éxito ya que el mercado estaba acaparado por los fabricantes de Pathé y Gaumont.

## Óptica
En 1900, el Departamento de Construcción Naval pidió ayuda a Jules Carpentier para diseñar y construir periscopios para submarinos. Este proyecto consistía en proporcionar un “tubo de visión” bajo el agua en las obras de ingeniería marítima de Cherbourg.  En el año 1906, ya había fabricado más de 80 periscopios. Algunos de los que ideó fueron muy utilizados durante la Primera Guerra Mundial. 